# Bellevue station
Bellevue station är en järnvägsstation för Berlins pendeltåg (S-bahn) som ligger nära Schloss Bellevue (residens för Tysklands förbundspresident) i Hansaviertel, Berlin. Stora stadsparken Tiergarten ligger också i närheten. Stationen öppnade år 1882 och trafikeras av linjerna S3, S5, S7 och S9. Den ligger på Berlins stadsbana, en järnvägslinje som går genom centrala staden. Stationen är uppkallad efter slottet Bellevue.

## Bilder

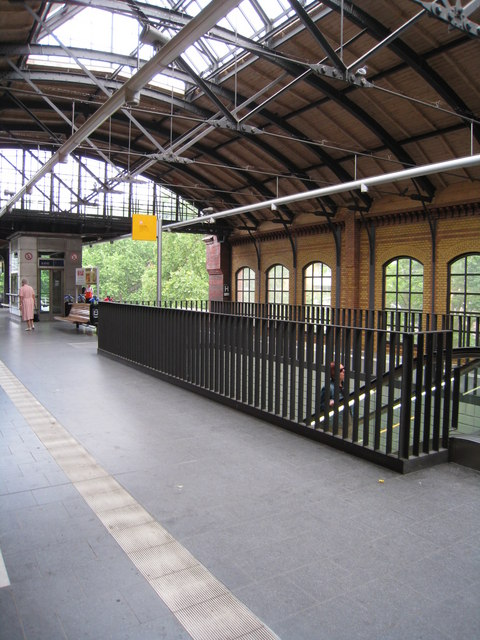
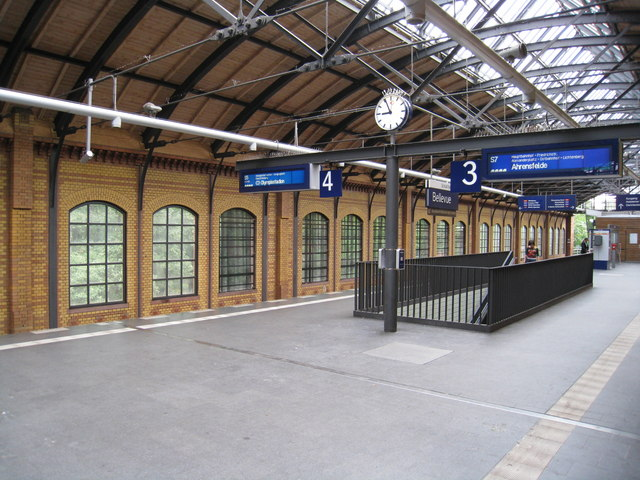
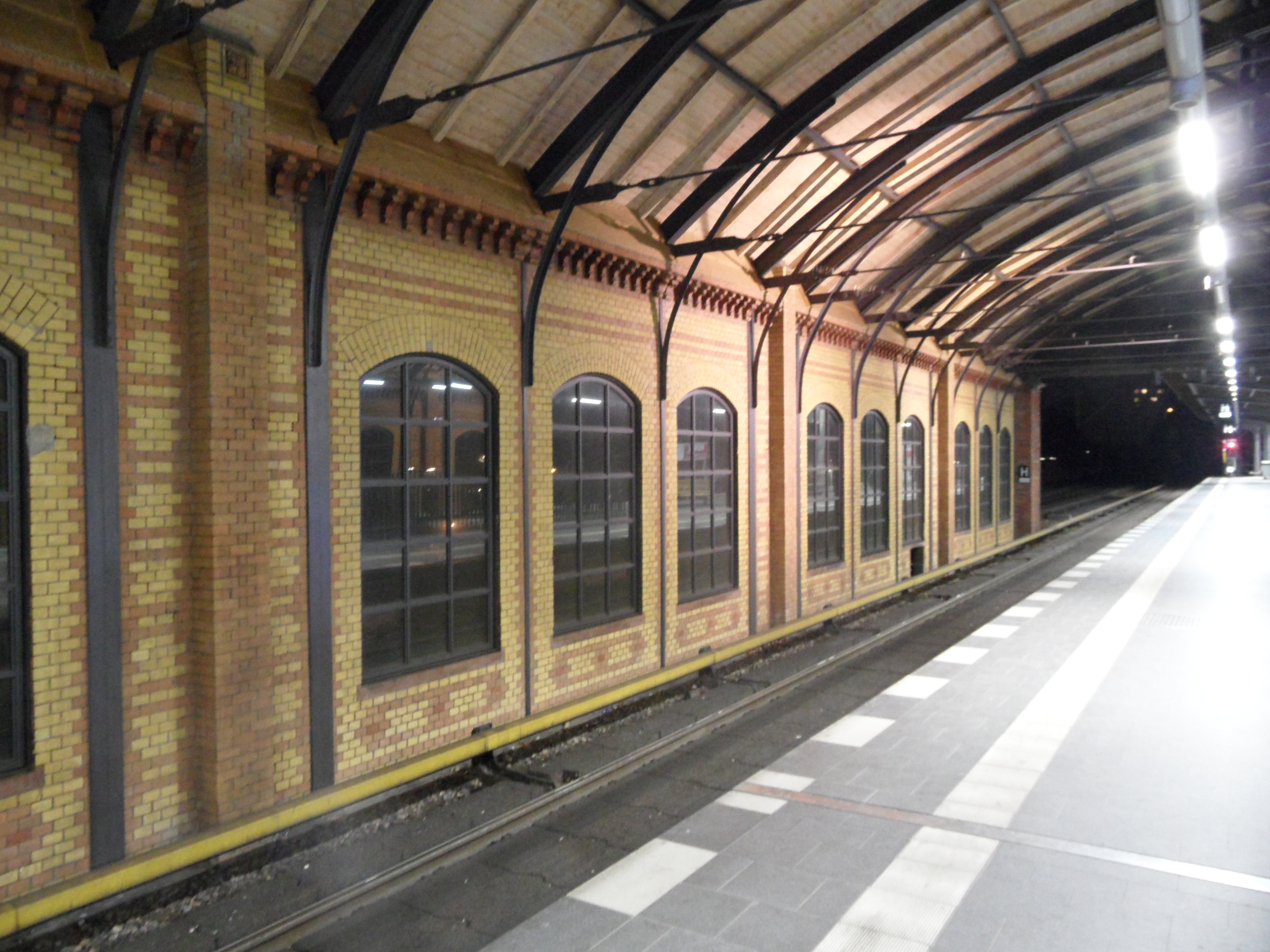
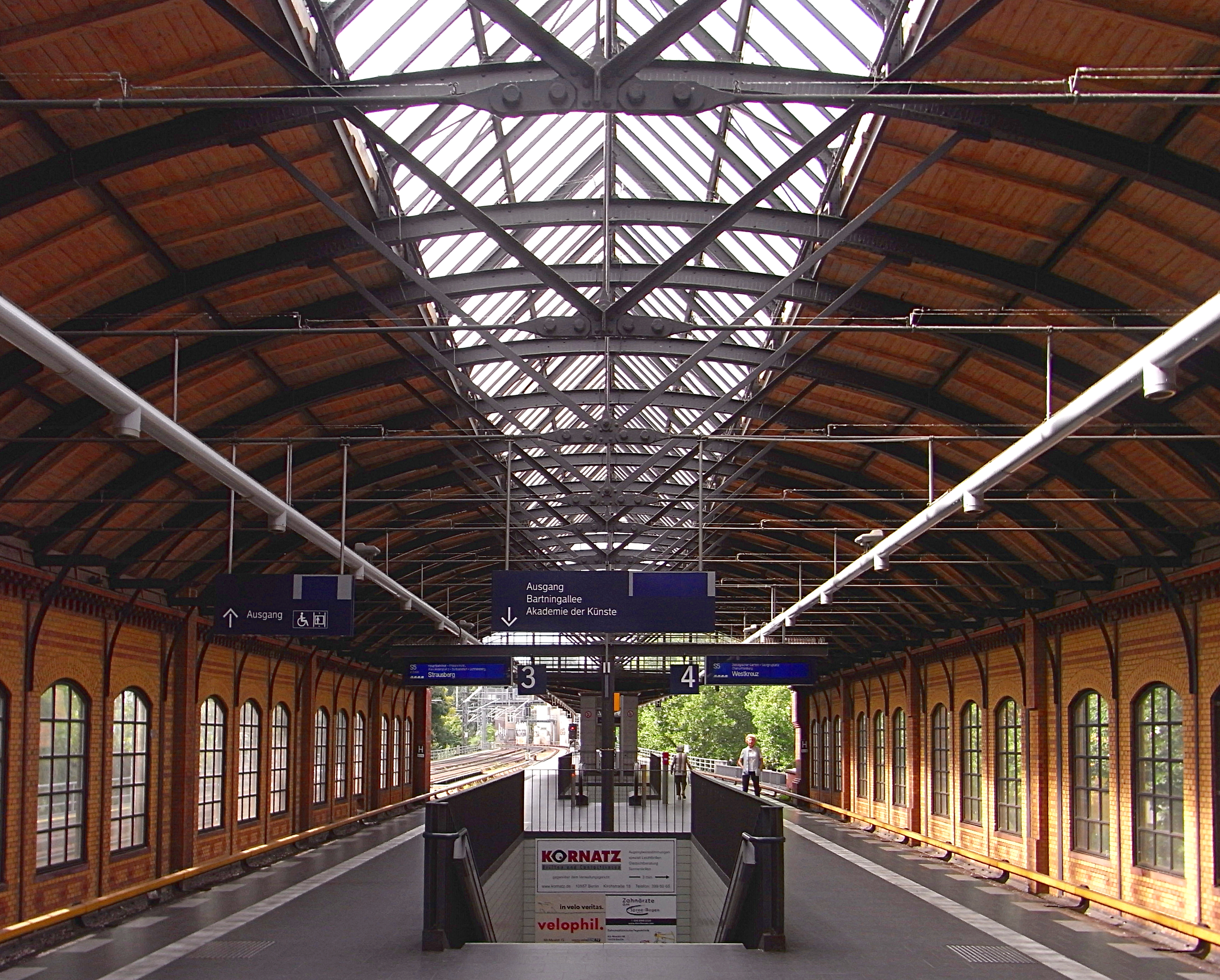